# 德爾韋 (北卡羅萊納州)
德爾韋（英語：Delway）是位於美國北卡羅萊納州桑普森縣的普查規定居民點。

## 人口
根據2020年美國人口普查的數據，德爾韋的面積為24.92平方千米，當中陸地面積為24.89平方千米，而水域面積為0.03平方千米。當地共有人口150人，而人口密度為每平方千米6.02人。